# Losbrechkraft
Die Losbrechkraft ist in der technischen Mechanik diejenige Kraft, die zur Überwindung einer Haftreibung nötig ist und den Übergang in die Gleitreibung einleitet. Somit ist die Losbrechkraft genau die Kraft, die benötigt wird, um eine Lagerung vom statischen in den dynamischen Zustand zu überführen.
Bei Drehbewegungen spricht man vom Losbrechmoment.
Die zu überwindende Haftreibung wird auch als Losbrechreibung oder Losbrechwiderstand bezeichnet.

## Anwendungen
Die Losbrechkraft entscheidet über das Ansprechverhalten eines Stoßdämpfers. Von besonderer Relevanz ist die Losbrechkraft bei Teleskopgabeln von Motorrädern und Fahrrädern, siehe auch Fahrradgabel#Federgabel. Ist die Losbrechkraft zu hoch, so reagiert der Stoßdämpfer bei kleineren Stößen nicht, so dass es zu Vibrationen kommt.